# Golden Glider
Golden Glider, il cui vero nome è Lisa Snart, è un personaggio dei fumetti DC Comics. Supercriminale, sorella di Capitan Cold e nemica di Flash. Compare per la prima volta in Flash 250, nel giugno 1977, fu assassinata in Flash (vol. 2) n. 113 nel maggio 1996. Da lì in poi, la sua morte indusse in Capitan Cold, suo fratello maggiore, una rabbia irrefrenabile.

## Biografia del personaggio
Lisa Snart è una scienziata ed è una pattinatrice sul ghiaccio eccezionale, conosciuta con l'alias di Lisa Star, fidanzata con il super criminale Top, nemico di Flash (Barry Allen). Quando il suo innamorato morì per complicazioni in seguito ad un duello contro il Velocista, furiosa per la sua morte, Lisa volle vendicarsi.
Adottò un costume arancione, una maschera, e un paio di pattini da ghiaccio particolari in grado di consentirle di pattinare sull'aria. Possedeva anche diamanti e gioielli utilizzabili sia come esplosivi che come dispositivi ipnotici. Golden Glider, per diversi anni cercò di vendicarsi contro il Flash. Collaborò frequentemente alle rapine del fratello, che nei suoi confronti era particolarmente protettivo.

### Morte
Dopo la morte di Flash II, che riteneva l'unico responsabile per la morte del suo allenatore, e con Kid Flash (Wally West) che divenne il nuovo Flash, Lisa Snart si ritirò dalla vita criminale. Lei e suo fratello divennero cacciatori di taglie e mercenari, formando la Golden Snowball Recovery Company.
Infine, Lisa ritornò al crimine, in collaborazione con vari partner tutti con il nome in codice di "Chillblaine", cui lei fornì una copia ognuno della pistola di Capitan Cold. L'ultimo di questi, uccise Lisa prima di tenere Keystone City in pugno in attesa di un riscatto. Lo stesso Chillblaine fu raggiunto ed ucciso, dopo tortura, da Capitan Cold e dal suo grande amico Heat Wave.
In Blackest Night n. 3, Lisa Snart resuscita come membro del Corpo delle Lanterne Nere. In Blackest Night: The Flash n. 1, lei, i Nemici e le Lanterne Nere attaccarono il Penitenziario di Iron Heights.

## Poteri e abilità
Lisa è una esperta scienziata, un'ottima meccanica ed è una pattinatrice su ghiaccio a livello olimpico.
Grazie ad un paio di pattini sperimentali in grado di formare ghiaccio su se stessi, può pattinare su ogni superficie, anche a mezzaria. Inventa o acquisisce un numero di gadgets ed armi basati sui gioielli, come anelli velenosi o gioielli ipnotici, utilizzati con risultati efficienti per la sua crociata contro Flash.

## In altri media
Lisa Snart compare nella serie televisiva The Flash interpretata da Peyton List. In questa versione è una super criminale armata di una pistola che tramuta le persone in oro.